# Нижняя Кумашка
Ни́жняя Кума́шка (чув. Анат Кăмаша) — село в Шумерлинском районе Чувашской республики. До 2021 года являлась административным центром Нижнекумашкинского сельского поселения до его упразднения.

## География
Находится в западной части Чувашии на расстоянии приблизительно 7 км на север-северо-запад по прямой от районного центра города Шумерля.

## История
Известно с 1730-х годов как Кумашка, деревня новокрещеных чувашей. В 1857 году сюда подселились также чуваши из Акрамова (Моргаушский район). В 1910 была построена Покровская церковь. После закрытия в 1930 году ее превратили в зернохранилище, позже в школу. По переписи 1910—1911 годов учтено было 768 человек.
Территория южнее реки Кумашки (приток Суры) чувашами была заселена лишь в XVII веке. В бассейне реки Кумашки в 40-х годах XVII века чуваши из деревень Тинсарино Туруновской волости и Оточево Кинярской волости расчистили две поляны и основали выселок Третье Тинсарино, который позднее назван Кумашкой.
В ревизских сказках XIX века жители деревень Нижняя и Верхняя Кумашка записаны как поселяне из деревень Акрамово, Оточево, Третья Тинсарина (совр. Асакасы), Четвертая Тинсарина (совр. Большие Хирлепы, Чирш-Хирлепы и др.), а в более ранних ревизиях XVIII века жители обнаруживаются в соответствующих деревнях Туруновской волости Чебоксарского уезда.

## Население
Население составляло 562 человека (чуваши 96 %) в 2002 году, 610 в 2010.